# تفجير مانشستر 1996

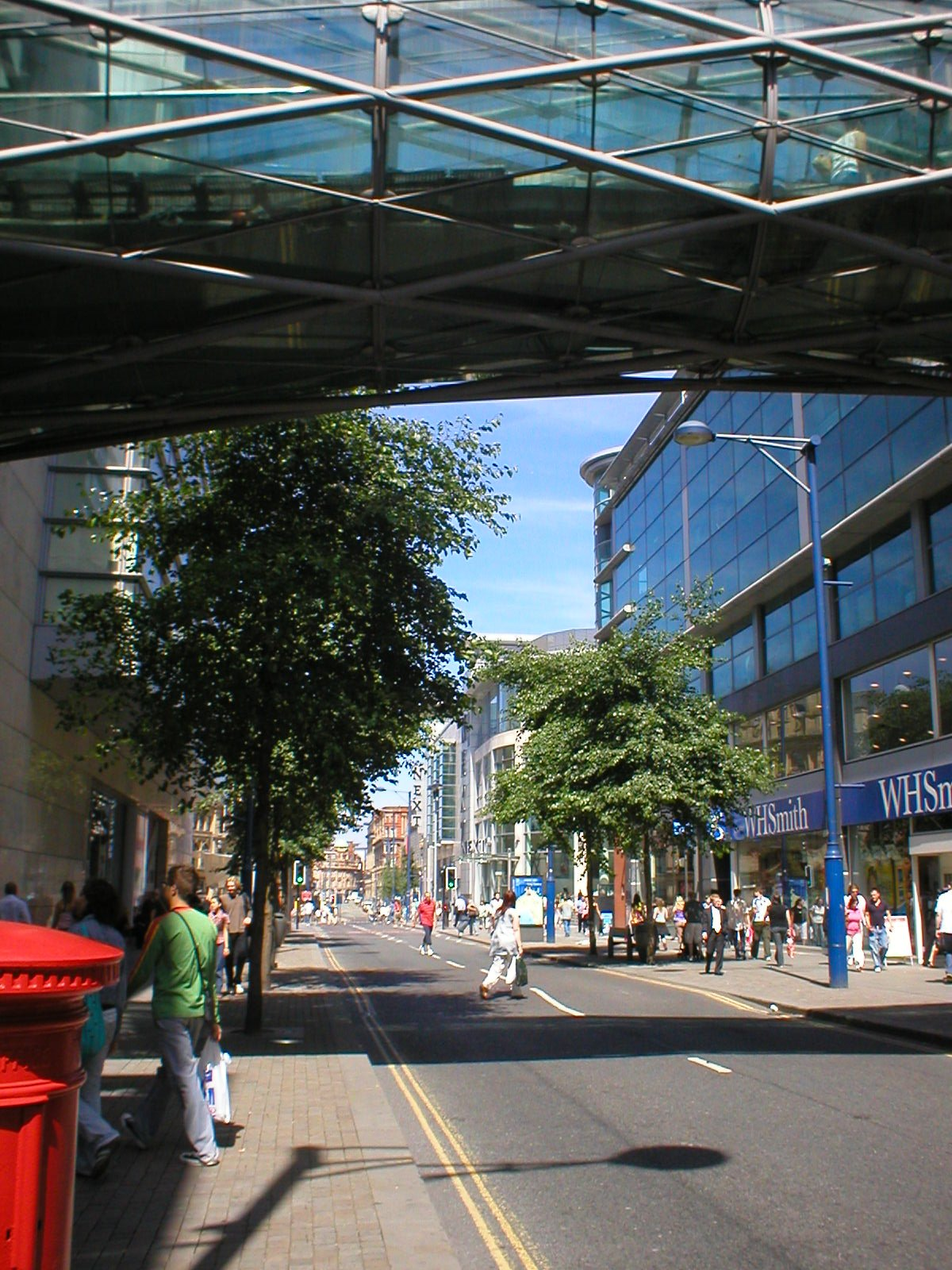
منشستر يوم التفجير قبل الموعد بأربعة ساعات

تفجير مانشستر 1996 (بالإنجليزية: 1996 Manchester bombing)‏ كان هجوم نفذ بواسطة الجيش الجمهوري الأيرلندي في يوم الأحد 15 يونيو 1996.

## التفجير
فجر الجيش الجمهوري الإيرلندي شاحنة مفخخة في شارع كوربوريشن في قلب مدينة مانشستر، المملكة المتحدة. أكبر قنبلة تم تفجيرها في بريطانيا منذ الحرب العالمية الثانية 

## الخسائر
استهدفت اقتصاد والبنية التحتية للمدينة وتسببت في تدمير واسع، قدرته شركات التأمين بـ£700 مليون. أرسل الجيش الأيرلندي تحذيرات هاتفية قبل تفجير القنبلة وتم إخلاء على الأقل 75,000 شخص من المنطقة، لم يتمكن فريق التخلص من القنابل لتعطيل القنبلة في الوقت المحدد. أكثر من 200 شخص جرحوا، لم يكن هنالك أي وفيات. في ذلك الوقت كانت بريطانيا تستضيف أبطال بطولة أمم أوروبا لكرة القدم 1996 لكرة القدم، وكانت هنالك مباراة روسيا ضد ألمانيا في مانشستر في اليوم التالي.